# Zapoteca (planta)
Zapoteca es un género de  árboles perteneciente a la familia de las fabáceas. Comprende 21 especies descritas y de estas, solo 18 aceptadas.

## Descripción
Son arbustos erectos o escandentes, glabros a densamente pubescentes, con las ramas teretes o tetragonales, inermes; plantas hermafroditas. Hojas bipinnadas, eglandulares; folíolos generalmente numerosos por pinna, membranosos; estípulas foliáceas, persistentes. Inflorescencias capituliformes, esféricas, homomorfas, pedúnculos axilares u organizados en pseudopanículas, flores bracteadas, sésiles, (4) 5 (6)-meras; cáliz cupuliforme, dentado o denticulado; corola campanulada o infundibuliforme, con los pétalos revolutos en la antesis; estambres 30–60, filamentos largamente exertos, blancos, purpúreos o rosados, o una combinación de estos colores, con el tubo estaminal inserto en la corola, anteras eglandulares; estigma cupuliforme; disco nectarífero presente. Fruto linear, péndulo, rígidamente membranoso, con los márgenes engrosados, elásticamente dehiscentes desde la base hacia el ápice; semillas duras, generalmente ovoides o romboides, sin arilo.

## Distribución y hábitat
El género se encuentra en las regiones tropicales y subtropicales de América, del suroeste de los Estados Unidos y el norte de México al norte de Argentina; 3 especies se conocen en Nicaragua. Zapoteca es un género recientemente segregado de Calliandra.

## Taxonomía
El género fue descrito por Héctor Manuel Hernández y publicado en Annals of the Missouri Botanical Garden 73(4): 757–762, f. 1, 3–4, 7, 11. 1986[1987]. La especie tipo es Zapoteca tetragona (Willd.) H.M.Hern.

## Especies aceptadas
A continuación se brinda un listado de las especies del género Zapoteca (planta) aceptadas hasta agosto de 2012, ordenadas alfabéticamente. Para cada una se indica el nombre binomial seguido del autor, abreviado según las convenciones y usos.
- Zapoteca aculeata (Benth.) H.M.Hern.
- Zapoteca alinae H.M.Hern.
- Zapoteca amazonica (Benth.) H.M.Hern.
- Zapoteca andina H.M.Hern.
- Zapoteca caracasana (Jacq.) H.M.Hern.
- Zapoteca costaricensis (Britton & Rose) H.M.Hern.
- Zapoteca filipes (Benth.) H.M.Hern.
- Zapoteca formosa (Kunth) H.M.Hern.
- Zapoteca lambertiana (G.Don) H.M.Hern.
- Zapoteca media (M.Martens & Galeotti) H.M.Hern
- Zapoteca microcephala (Britton & Killip) H.M.Hern.
- Zapoteca mollis (Standl.) H.M.Hern.
- Zapoteca nervosa (Urb.) H.M.Hern.
- Zapoteca portoricensis (Jacq.) H.M.Hern.
- Zapoteca ravenii H.M.Hern.
- Zapoteca scutellifera (Benth.) H.M.Hern.
- Zapoteca tehuana H.M.Hern.
- Zapoteca tetragona (Willd.) H.M.Hern.